# A Escola
A Escola – dramat teatralny autorstwa Miguela M. Abrahão opublikowany w 1983. W 2007 wydany jako powieść.

## Opis fabuły
Akcja sztuki osadzona jest w Brazylii lat 30., w czasach dyktatury Getulio Vargasa. Nauczyciel historii Bolivar Bueno próbuje zaszczepić swoim uczniom poglądy sprzeczne z oficjalną ideologią państwową emocjonalnie kontrolując podopiecznych i wywierając na nich negatywny wpływ.
Podczas, gdy profesor dzieli swe zainteresowanie pomiędzy nauczycielki Rosário i Suzy, musi stawić czoła intrygom Wielebnego Otto Stockhausena, dyrektora kolegium, który z pomocą pani Catherine stara się przeszkodzić nauczycielowi w zachęcaniu uczniów do udziału w działaniach radykalnych grup politycznych.
W 2005 r. tekst sztuki został rozszerzony i dwa lata później wydany w formie książki, w której autor rozwija opisy ważnych wydarzeń z historii Brazylii lat ówczesnych takich, jak rewolucja w São Paulo w 1932 czy konflikt między faszyzmem i komunizmem w rządzonym przez Getúlio Vargasa kraju.